# 卷硐镇
卷硐乡，是中华人民共和国四川省达州市渠县下辖的一个乡镇级行政单位。

## 行政区划
卷硐乡下辖以下地区：
卷硐社区、卷硐村、梨树村、逢春村、船石村、向桥村和陡梯村。